# سفارت پاکستان در واشنگتن دی سی
سفارت پاکستان، واشینگتن دی سی (انگلیسی: Embassy of Pakistan, Washington, D.C.) نمایندگی دیپلماتیک جمهوری اسلامی پاکستان در ایالات متحده آمریکا است. این سفارت همچنین کنسولگری‌های عمومی در بوستون، شیکاگو، هیوستون، لس‌آنجلس و شهر نیویورک را اداره می‌کند.
این سفارت در نشانی 3517 International Court, Northwest, Washington, D.C., 20008 (کد پستی در ایالات متحده) در محله کلیولند پارک واقع شده است.

## دفتر حفاظت منافع ایران
دفتر حافظ منافع ایران در آمریکا بخشی از سفارت پاکستان در واشنگتن دی سی است.